# 大東部主線
大東部主線（英語：Great Eastern Main Line、GEML）是英國的一條全長184.3公里的主要鐵路幹線，連結倫敦市中心、大倫敦東部和東英格蘭地區（包括仙菲爾德、切爾姆斯福德、科爾切斯特、伊普斯維奇和諾里奇等市鎮）。大東部主線的起點是位於倫敦市的利物浦街站。本線眾多支線還連接了南敏斯特、布倫特里、薩德伯里、哈維奇和許多沿海城鎮，包括濱海紹森德、濱海克拉克頓、納茲岬上沃爾頓和洛斯托夫特。。
本線主要供通勤者往返倫敦，特別是倫敦金融城和金絲雀碼頭（乘客可於斯特拉福德站轉乘倫敦地鐵或碼頭區輕鐵前往碼頭區）。雖然如此，由於本線主線及眾多分支為許多海濱度假勝地、購物區和鄉郊地帶提供鐵路服務，所以亦有不少旅客使用本線。本線亦通過往返費利克斯托和哈維奇的支線，成為兩地間貨運列車的大動脈。來自紹森德機場的火車也通過本線開往倫敦。。
伊利沙伯線於 2022 年 11 月全面開通，並提供從仙菲爾德經利物浦街到倫敦帕丁頓的服務，將埃塞克斯郡西部與倫敦市中心的其他地區連接起來。

## 歷史

### 東郡鐵路及東聯鐵路（1839-1862）
本線首通段在倫敦東區德文郡街一個短暫存在的臨時總站和羅姆福德之間，由東郡（Eastern Counties）鐵路公司建造，並於 1839 年 6 月開通。倫敦總站於 1840 年 7 月遷至肖迪奇（後更名為主教門），1900 年後遷至貝思納爾綠地，同年線路自東端延伸 9.7 公里至布倫特伍德。 1843 年，本線再往東延伸 55 公里至科爾切斯特。本線的原始軌距為 1,524 毫米，但在 1844 年被轉換為 1,435 毫米（標準軌距）。
科爾切斯特和伊普斯威奇之間的線路由東聯（Eastern Union）鐵路公司按照標準軌距建造，並於 1846 年 6 月開通客運。由其姊妹公司伊普斯威奇和伯里鐵路修建、通往伯里聖埃德蒙茲的線路則於 1846 年 11 月竣工。兩家公司共享同一辦公室，擁有許多相同的董事和主要員工，並從 1847 年 1 月 1 日開始統一以一家公司，即東聯鐵路運營。1849 年 12 月，從霍利 (Haughley) 的新交匯處到諾里奇維多利亞的延線開通。由於諾里奇維多利亞站的位置很差，大部分火車於 1851 年 11 月起改為運行到諾里奇站的支線，並以諾里奇站為總站。諾里奇維多利亞站於1916年結束客貨運服務，並於1966年結束貨運服務。
在 19 世紀後期，當時為雙軌的本線進行了擴建，增加了額外的軌道以應對更多的交通量。 1854 年，堡交匯處和斯特拉福德之間增加了第三條軌道，供倫敦、提伯里和紹森德鐵路的列車（當時該批列車須使用本線及繞經斯特拉福德以進入倫敦）使用，以釋放本線容量供其他列車。
1846 年 6 月至 1860 年，為伊普斯威奇鎮服務的火車都使用位於斯托克隧道以南、名為伊普斯威奇斯托克山的車站。1860年後，車站改為設於隧道北面，即現伊普斯威奇站。
從 1854 年開始，東郡鐵路已租下了東聯鐵路。由於東安格利亞的鐵路公司陷入財務困境，因此到 1860 年時，多數已將旗下鐵路租給了東郡鐵路；他們希望正式合併，但直到 1862 年大東部鐵路合併形成時才獲得政府同意。

### 大東部鐵路（1862-1922）
大東部鐵路在利物浦街為本線建設新的永久性總站，並從 1872 年 11 月起，以主教門（低層）作為本線臨時總站，以緩解主教門（高層）站容量不足的問題。利物浦街車站於 1874 年 2 月開始分階段開放，從前四個站台開始，直到 1875 年 11 月全面開放。當時，原建於 1840 年的主教門站不對乘客開放，並改建為貨場。
1870 年代，森林門地區的郊區發展迅速，1872 年市郊列車（這是本線上首度開設專門服務市郊的列車，以前市郊地區是由城際/主線列車服務）在森林門車站的一個港灣式月台始發終到。1877 年，從芬卓奇街車站開出的市郊列車亦開始使用本線。到 1882 年，這些市郊列車服務已經向東擴展，並改以伊爾福德、羅姆福德或 布倫特伍德為總站。
1877 年，堡交匯處和斯特拉福德之間增加了第四條軌道，斯特拉福德和馬利蘭角之間增加了兩條貨車專用軌道。 1884 年，堡交匯處和斯特拉福德之間的四軌道路段由堡交匯處延伸到詹姆士街交匯處，但貝思納爾綠地至該交匯處之間的路段直到 1891 年才四軌化。同年，貝思納爾綠地和利物浦街車站之間增加了兩條額外的軌道，供西盎格利亞主線列車使用。這些軌道穿過與主教門車站相關的地下室倉庫（位於主教門車站下方）。
1895 年，本線四軌化路段延伸到伊爾福德，並在 1899 年延伸到七國王車站。
1902年，四軌化路段從七國王延伸至羅姆福德。1913年大東部鐵路提議將四線路段延伸至仙菲爾德，但第一次世界大戰導致此計劃延期。1903 年，費爾洛普（Fairlop）環路開通，之前許多於伊爾福德終止的列車服務也延伸至該環路。這些服務通常循環運作並返回到斯特拉特福德的大東部主線（劍橋線）月台。

### 倫敦及東北鐵路（1923-1947）
大東部鐵路於 1923 年併入倫敦及東北鐵路。在 1931–32 年，該公司將四軌化路段延伸至仙菲爾德，使仙菲爾德成為通勤列車運營的終點站。
1930 年代，伊爾福德以西建造了一座立交橋，以切換城際線和通勤線，使城際列車利用利物浦街車站較長的西側月台時不用再於車站咽喉處橫過通勤列車使用的軌道。新安排還使本線列車得以在斯特拉特福站與中央線實現跨月台轉乘（中央線於 1946 年開始服務斯特拉特福站）。
1930 年代倫敦及東北鐵路制定了計劃，以 1,500 伏直流電電氣化利物浦街到仙菲爾德的通勤線，並開始實施該計劃。然而，第二次世界大戰的爆發使該項目暫時停止，直到 1949 年該計劃才完成，並於 1956 年將電氣化路段延伸至切爾姆斯福德。
第二次世界大戰期間，長途火車被取消。戰後隨著「歐陸之角」（Hook Continental）和「斯堪的納維亞」號列車、輪船連接服務於 1945 年重新引入哈維奇帕克斯頓碼頭（即現哈維奇國際站），長途火車服務又恢復了。東盎格利亞（利物浦街 - 諾里奇）列車服務於1946年10月恢復運營，戰前曾以「歐陸法拉盛」（Flushing Continental）運營的列車服務於1947年以「歐陸之日」名義重新運營。

### 英國鐵路（1948-1994）
1948 年國有化後，本線成為英國鐵路東部地區的一部分。
1950 年夏季的時刻表為利物浦街和濱海克拉克頓之間引入了定期間隔的列車服務，半小時從利物浦街出發，整點從克拉克頓出發。
23 輛不列顛尼亞型蒸汽機車被分配到本線服務。1951 年夏天，利物浦街 - 諾里奇的列車服務改為每小時鐘面間隔服務。
1955 年的英國鐵路公司現代化計劃要求將英國的架空線路系統標準化為 25 千伏交流電。然而，由於本線部分路段的橋下淨空較低，本線採用 6.25 千伏交流電供電。利物浦街車站和紹森德維多利亞之間的路段於 1960 年 11 月完工。大量測試表明，對於 25 千伏系統來說，可以容忍的淨空比最初認為的要小。因此，本線不必升高橋樑或降低軌道以獲得更大的淨空，就可直接提升電壓。 1976 - 1980 年間，利物浦街至紹森德維多利亞段的電壓被提升為 25 千伏。
1970 年代後期，英國鐵路確認在本線科爾切斯特以北路段繼續運行陳舊的機械信號系統成本過高，因此於 1978 年向交通部正式提交了軌道合理化和更換信號系統的計劃。隨後在 1980 年提出了使本線全線電氣化的提議。
在 1985-87 年間，通往諾里奇的線路實現了電氣化，並於 1987 年 5 月開始通電。

### 私有化時代（1994-現今）
1997 年至 2004 年間，進入埃塞克斯和部分薩福克的服務由第一大東方運營，而進入諾福克和其他薩福克的服務則由 Anglia Railways 運營。 2004 年至 2012 年間，除了c2c的有限度列車服務外，本線列車服務均由國家快運東盎格利亞運營
。自 2012 年以來，該特許經營權一直由大盎格利亞經營； 2015 年 5 月，來往利物浦街和仙菲爾德的站站停「地鐵」列車服務轉移到倫敦交通局鐵路，作為伊利沙伯線服務的前身。

## 意外及事故

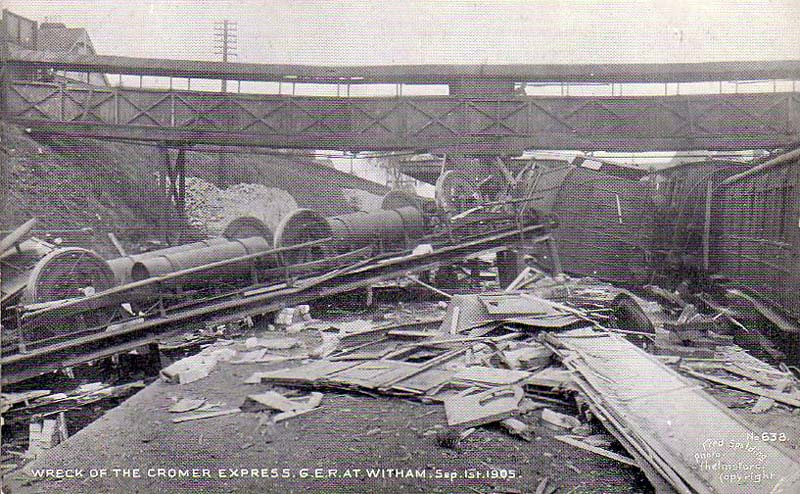
1905年本線威瑟姆站列車出軌事故發生後的車站情況

縱觀其歷史，本線曾發生多起致命事故：
| 發生日期       | 發生地點             | 意外/事故原因及傷亡數字                         |
| -------------- | -------------------- | ----------------------------------------------- |
| 1850年9月19日  | 布倫特伍德           | 列車於濃霧中撞向鐵路工人，導致9名工人死亡       |
| 1872年10月17日 | 凱爾維登（Kelvedon） | 列車出軌事故造成 1 死 16 傷                     |
| 1905年9月1日   | 威瑟姆               | 兩列火車相撞造成 10 人死亡和 500 人受傷         |
| 1913年7月12日  | 科爾切斯特           | 列車出軌造成11死71傷                            |
| 1915年1月1日   | 伊爾福德             | 在一次碰撞和脫軌事故中造成 3 人死亡和 14 人受傷 |
| 1941年2月10日  | 布倫特伍德           | 兩列火車相撞造成七人死亡                        |
| 1944年1月16日  | 伊爾福德             | 兩列火車相撞，造成 9 人死亡、38 人受傷          |
| 1944年12月29日 | 羅姆福德             | 兩列火車相撞，一死三傷                          |

## 基礎建設
本線由英國鐵路網公司擁有和維護。它是英國鐵路網戰略路線 7 的一部分，由 SRS 07.01、07.02 和 07.03 組成，並被歸類為主要線路。 本線列車最高速度為 160 公里/小時。

### 列車型號
2020 年 3 月，英國鐵路 745 型電聯車已全面取代英國鐵路90型電力機車和英國鐵路3型客車；自此本線城際客運列車服務不再使用機車營運。
電聯車用於市郊列車，柴聯車則用於非電氣化支線。電力和柴油貨運列車服務也在本線上運營。

## 列車服務

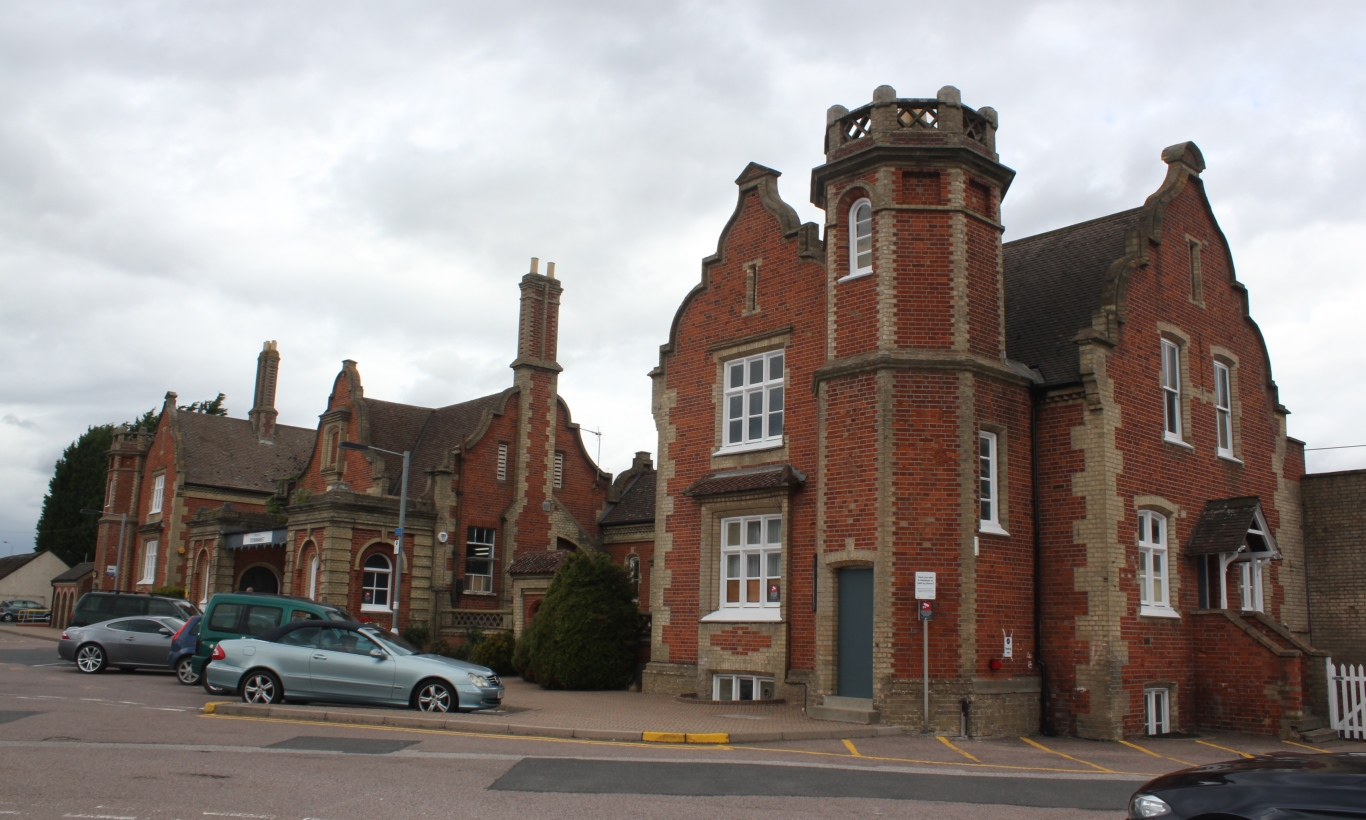
斯托馬基特站

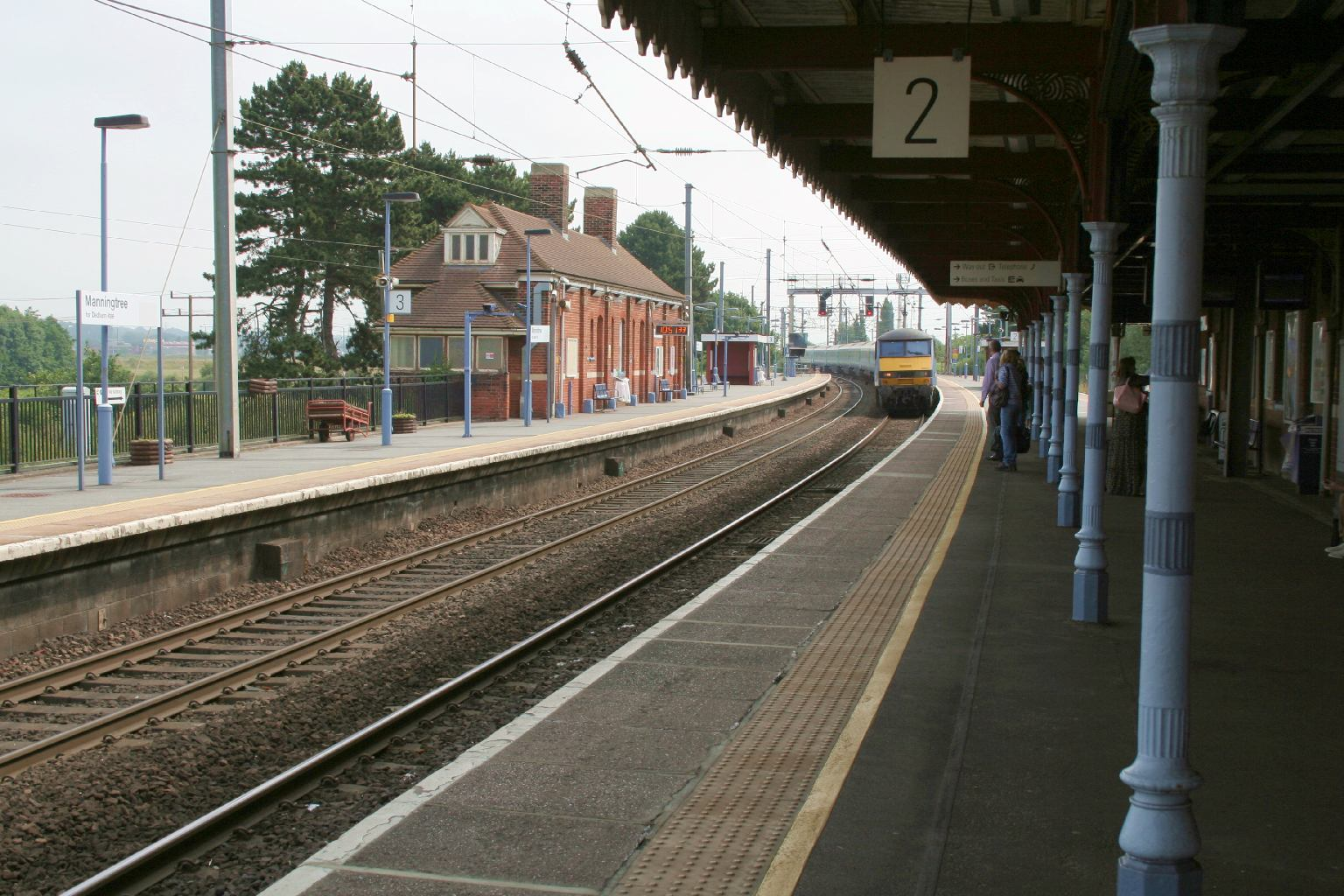
2013年時的曼寧特里站月台。此站亦是本線和五月花支線的分歧點

大部分列車由大盎格利亞運營，伊利沙伯線於利物浦街至仙菲爾德營運站站停的「地鐵」列車。周末時，c2c亦在斯特拉特福德和利物浦街之間的路段上提供有限度列車服務。

### 大盎格利亞
截至2022年12月，平日非繁忙時間大盎格利亞於本線主線的列車班次為：
- 城際
  - 每小時2班：倫敦利物浦街 - 諾里奇（中途站：斯特拉福德 – 切爾姆斯福德 – 科爾切斯特 – 曼寧特里 – 伊普斯威奇 – 斯托馬基特 – 迪斯）
    - 每隔一班列車不停斯特拉福德、切爾姆斯福德和斯托馬基特站
- 大東部
  - 每小時3班：倫敦利物浦街 - 紹森德維多利亞
  - 每小時1班：倫敦利物浦街 - 伊普斯維奇
  - 每小時1班：倫敦利物浦街 - 科爾切斯特鎮
  - 每小時1班：倫敦利物浦街 - 濱海克拉克頓
  - 每小時1班：倫敦利物浦街 - 布倫特里

### 伊利沙伯線
伊利沙伯線是一項通勤列車服務，自 2022 年 11 月起其列車來往倫敦帕丁頓和仙菲爾德，並服務本線利物浦街至仙菲爾德間所有車站。
| 車站         | 收費區 | 自治市鎮   |
| ------------ | ------ | ---------- |
| 利物浦街     | 1      | 倫敦市     |
| 斯特拉福德   | 2/3    | 紐漢       |
| 馬利蘭       | 3      | 紐漢       |
| 森林門       | 3      | 紐漢       |
| 曼諾公園     | 3/4    | 紐漢       |
| 伊爾福德     | 4      | 紅橋       |
| 七國王       | 4      | 紅橋       |
| 古德美       | 4      | 紅橋       |
| 查德韋爾希思 | 5      | 紅橋       |
| 羅姆福德     | 6      | 黑弗靈     |
| 紀德公園     | 6      | 黑弗靈     |
| 哈羅德伍德   | 6      | 黑弗靈     |
| 布倫特伍德   | 9      | 布倫特伍德 |
| 仙菲爾       | C      | 布倫特伍德 |